# Casaforte di San Giorio di Susa
La casaforte di San Giorio sorge sullo stesso sperone roccioso dove si trovano il castello e parte del paese di San Giorio di Susa, in val di Susa. La casaforte è visibile alle spalle della chiesa parrocchiale e fa parte del complesso della casa parrocchiale del paese. Ospita la sede di alcune associazioni.

## Struttura architettonica
Come il castello di origine imprecisata, venne edificata probabilmente intorno alla metà del XIII secolo, dalla famiglia Bertrandi e faceva parte delle strutture militari deputate al controllo del passaggio lungo l'antica via Francigena del Moncenisio. La casaforte presenta diversi caratteri medioevali, come la finestra romanica sormontata da una croce, una monofora e altre pietre da taglio. Probabilmente le porte in facciata sono di epoca posteriore.  Considerata una delle meglio conservate della valle, sostanzialmente risparmiata dalle distruzioni seicentesche, al pari delle strutture di Chianocco. Di dimensioni minori 
rispetto alle analoghe strutture fortificate di Chianocco e di San Didero, è costituita da tre piani fuori terra e uno interrato. Sormontata da merli a coda di rondine, si sono ben conservati il camino angolare interno e le mensole reggi trave dei vari piani, simili a alcuni esempi visibili nella vicina Chianocco.. Probabilmente l'edificio della parrocchia costruito in aderenza alla torre sul lato ovest, ha inglobato parti del recinto murario medioevale.

## Ubicazione
La casaforte si trova sul Mollare, alle spalle della chiesa parrocchiale e poco distante dalla cappella del Conte, fatta affrescare dagli stessi Bertrandi nei primi decenni del Trecento.

## Galleria d'immagini

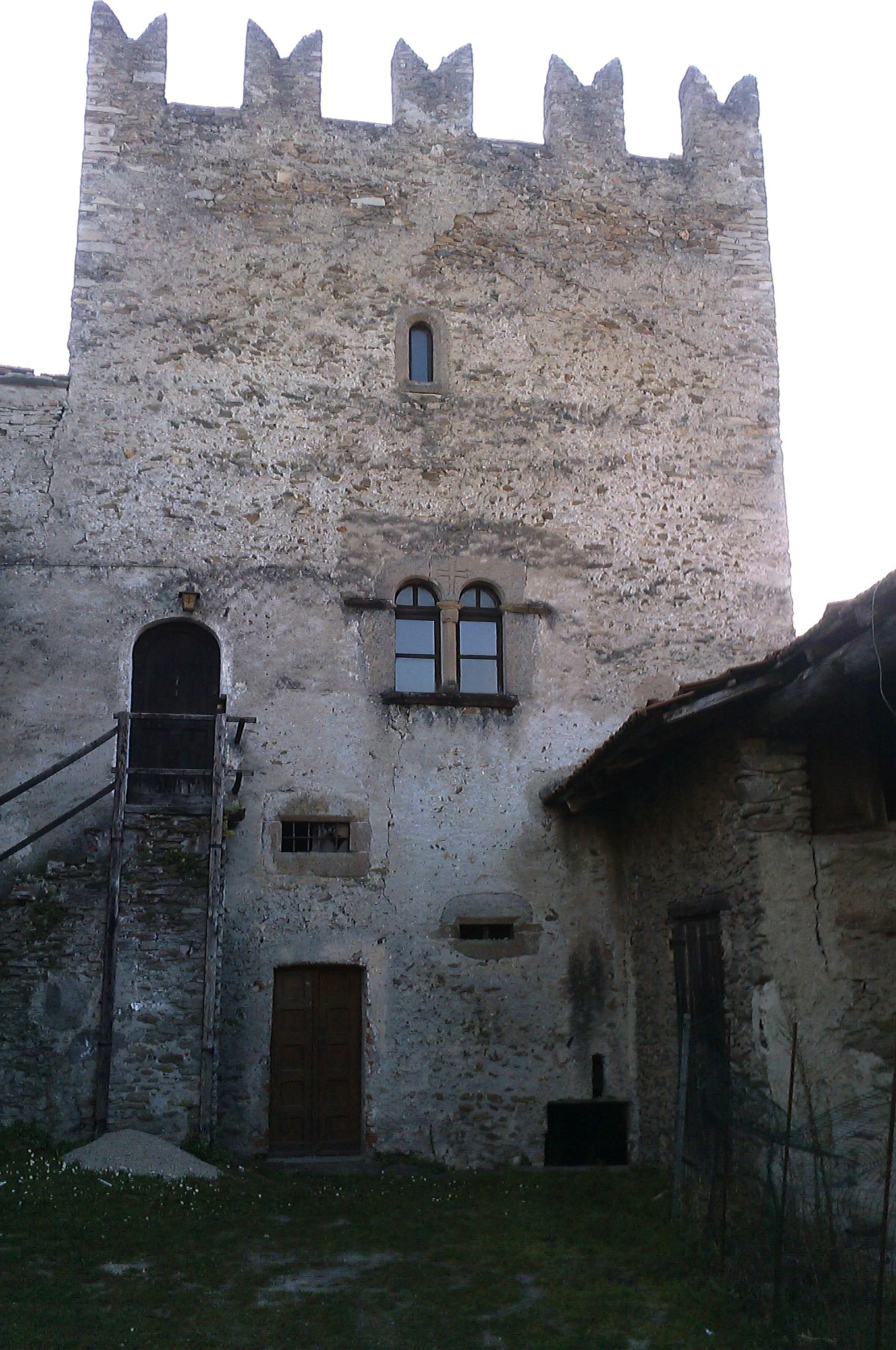
Casaforte inferiore
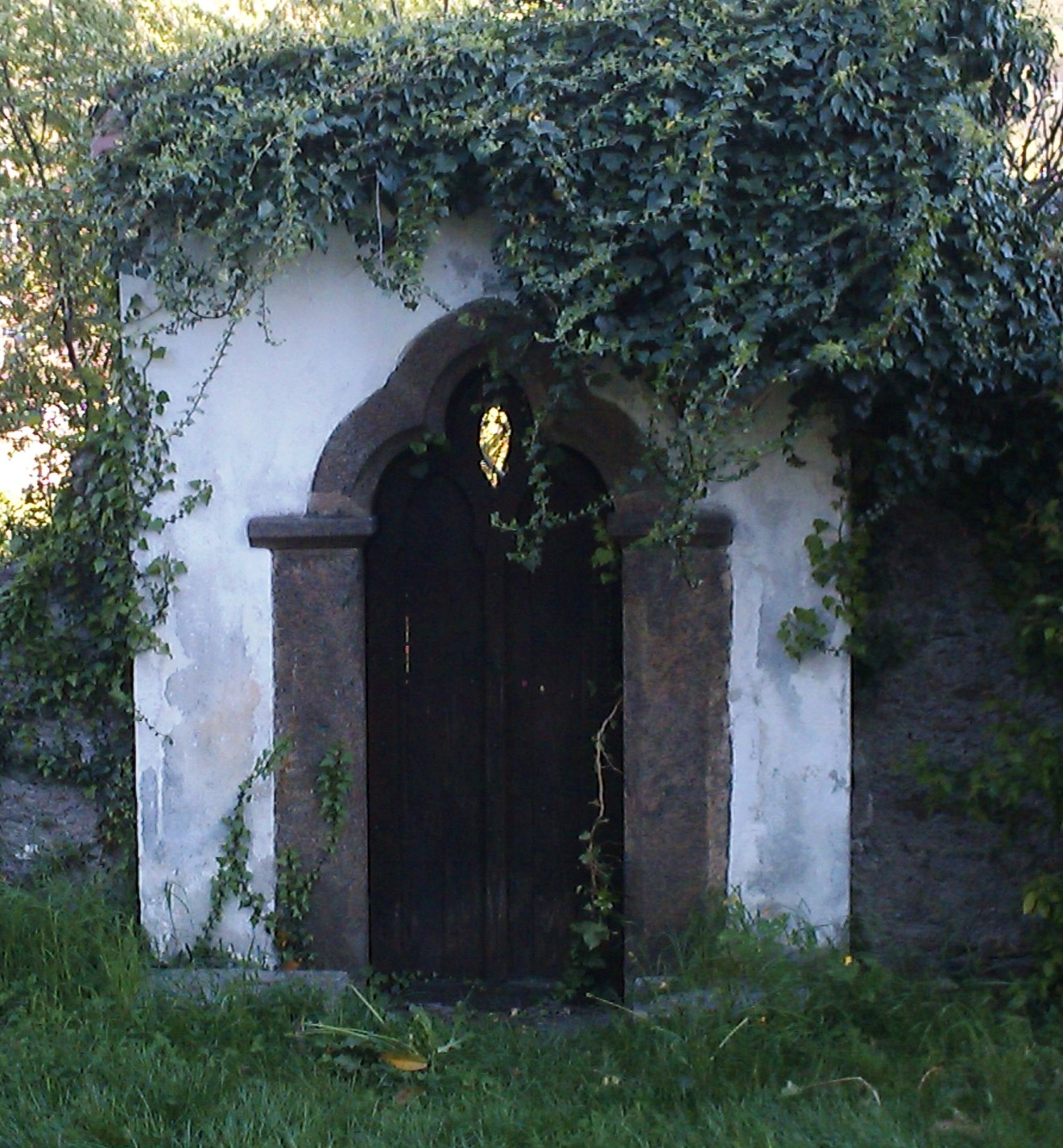
La Porta dell'Orto, nei pressi della Casaforte
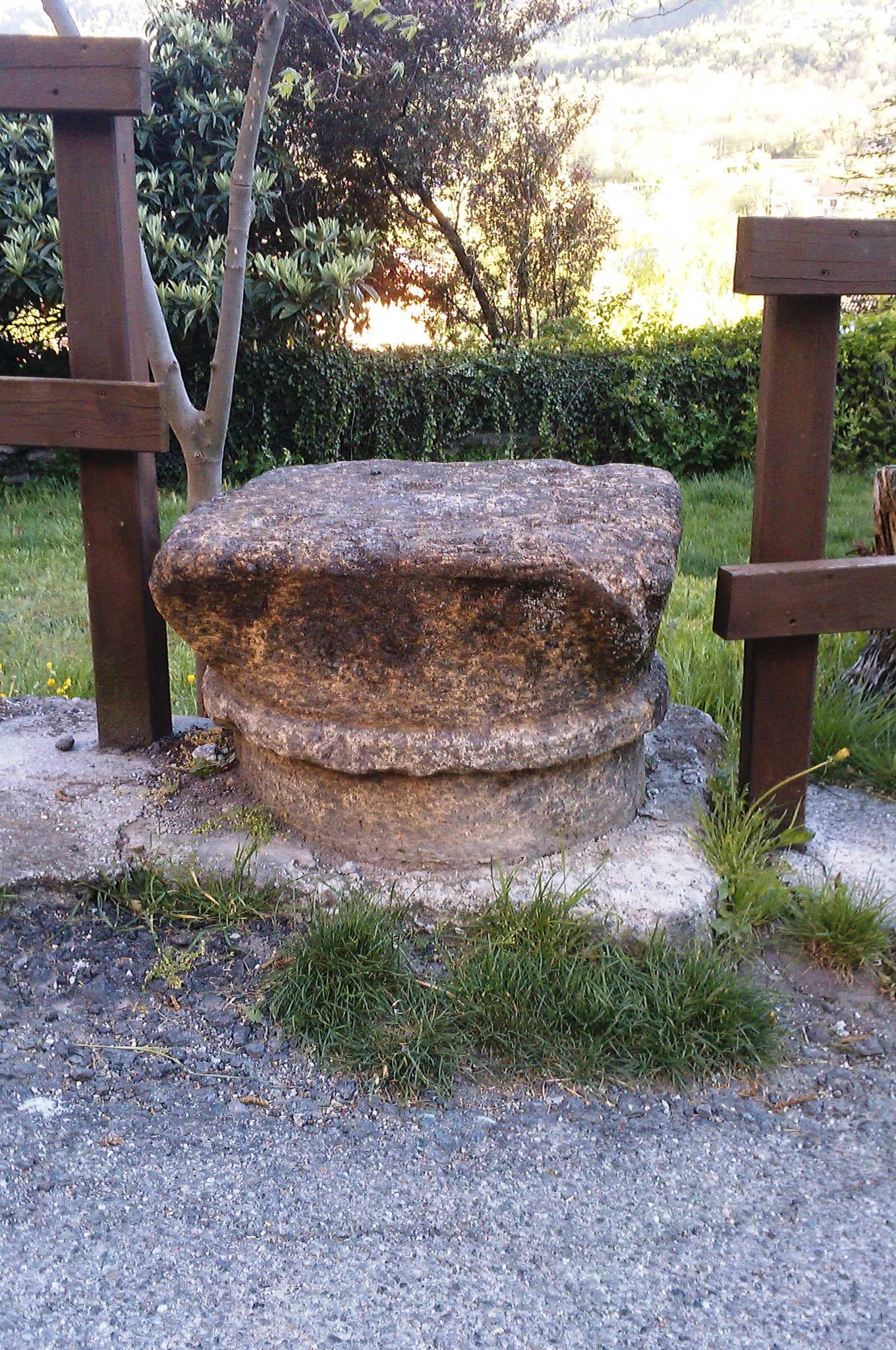
Antico capitello nei pressi della Casaforte e della Parrocchiale
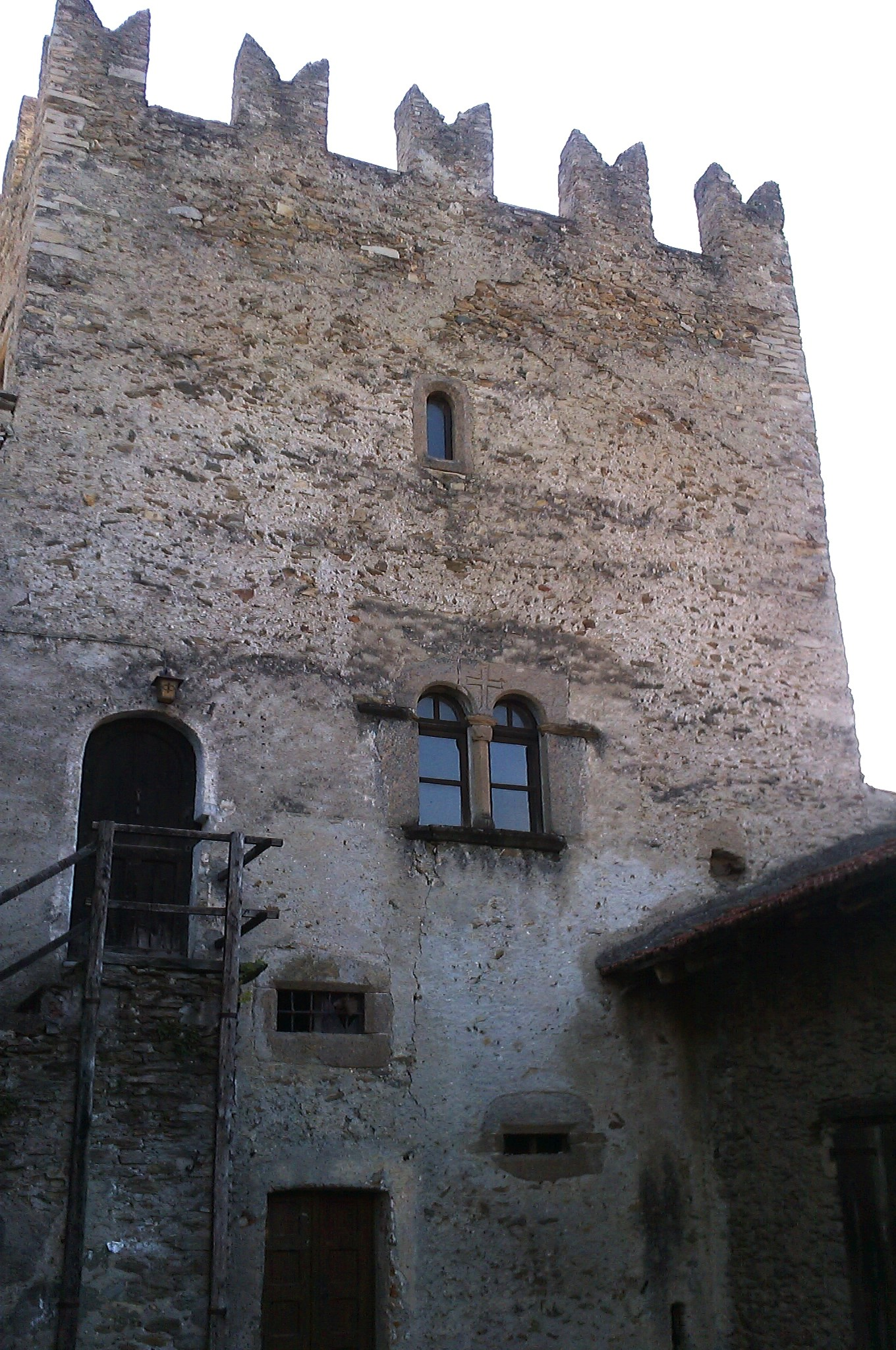
Casaforte inferiore, particolare
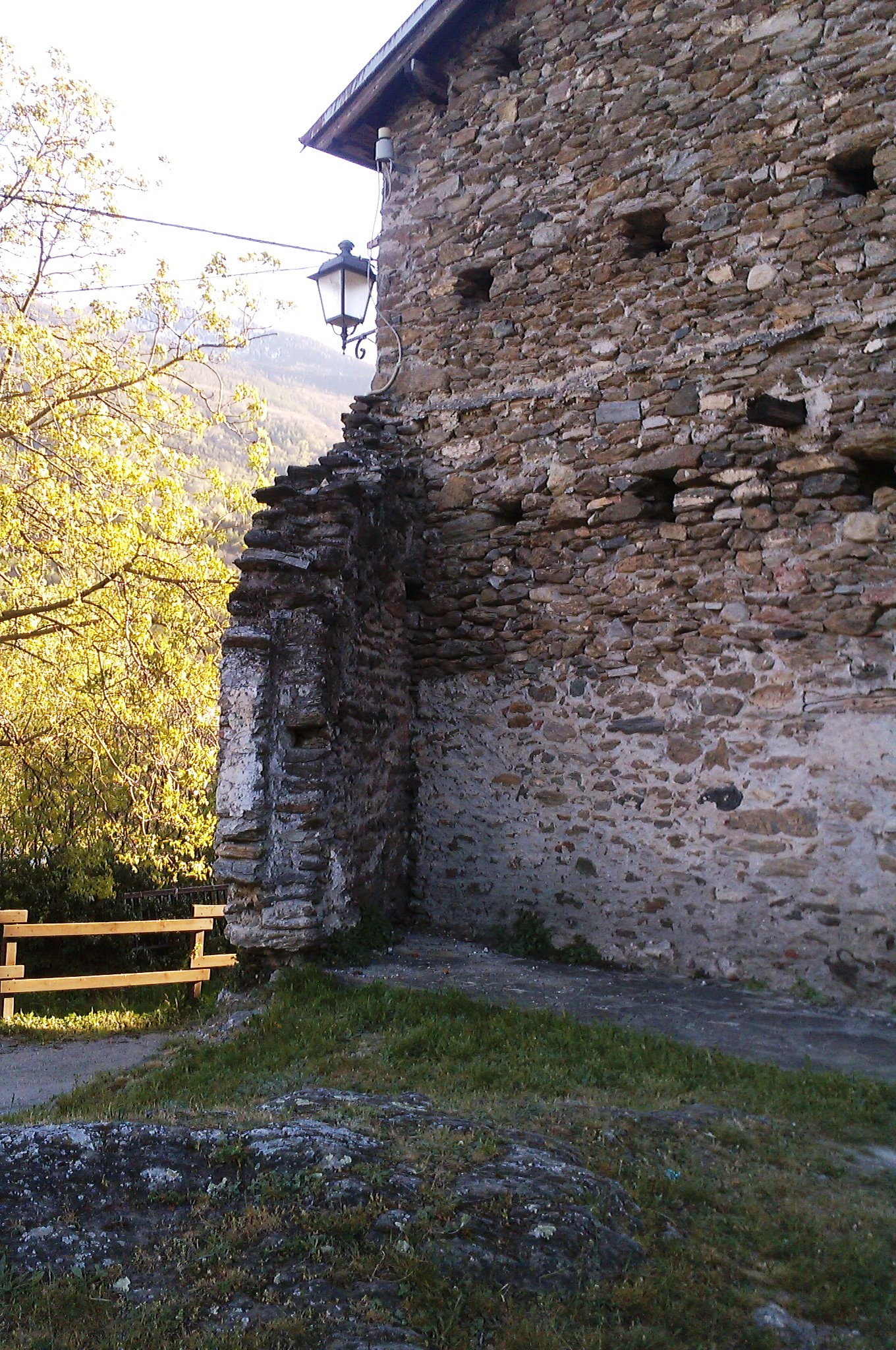
Resti di muro di cinta antico della Casaforte inferiore
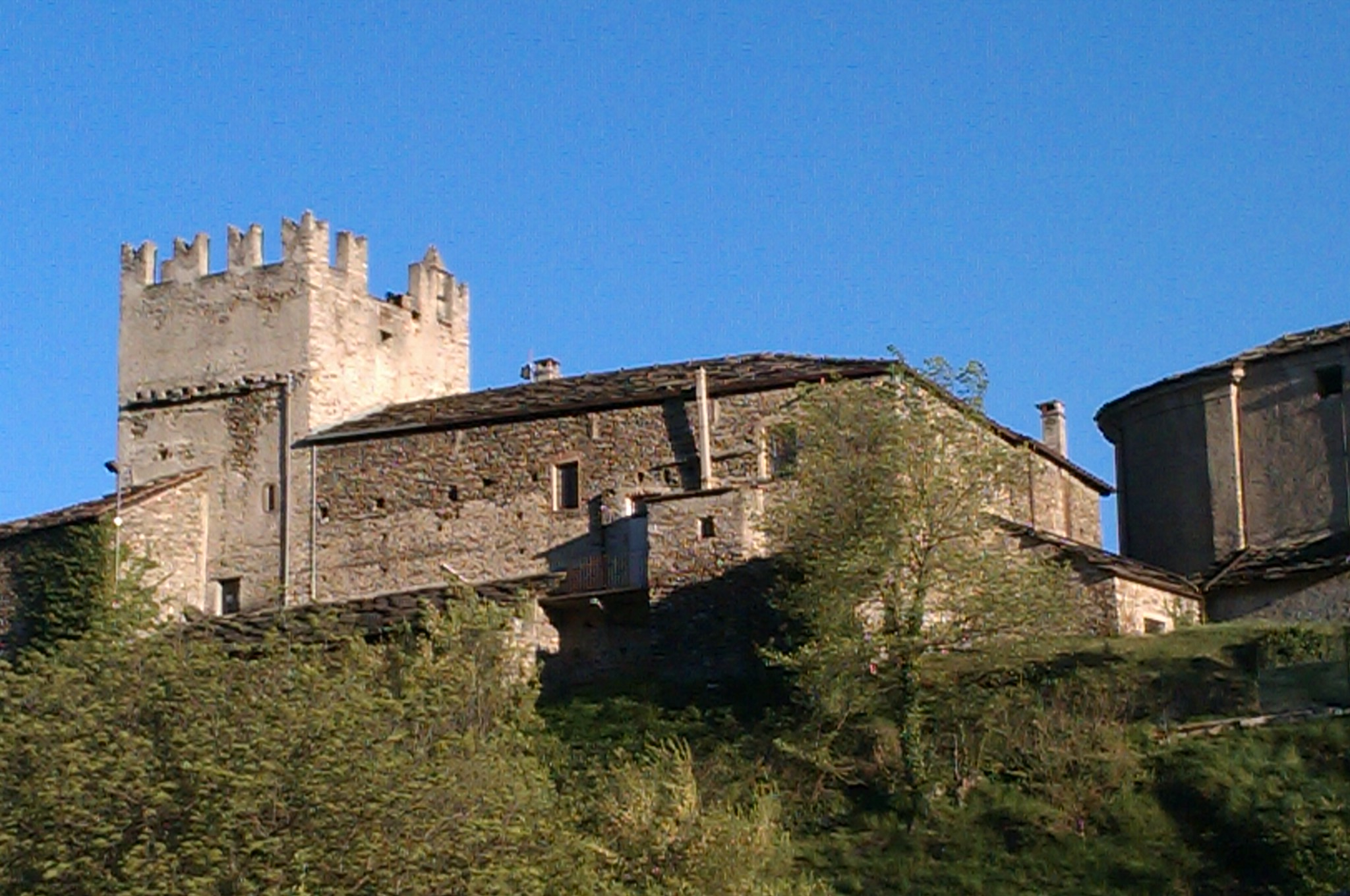
La casaforte inferiore vista da NordOvest